# IC 4344
IC 4344 ist eine linsenförmige Galaxie mit aktivem Galaxienkern vom Hubble-Typ S0-a im Sternbild Bärenhüter am Nordsternhimmel. Sie ist schätzungsweise 417 Millionen Lichtjahre von der Milchstraße entfernt.
Das Objekt wurde am 15. Juni 1895 von Stéphane Javelle entdeckt.